# John McGraw (guvernör)
John Harte McGraw, född 4 oktober 1850 i Penobscot County i Maine, död 23 juni 1910, var en amerikansk jurist och politiker och den andre guvernören i delstaten Washington.

## Bakgrund
John McGraw hade examen i juridik och var verkställande direktör på First National Bank i Seattle och på Seattles handelskammare. Han var sheriff i King County, Washington.

## Guvernör
John McGraw var medlem av Republikanerna och blev delstatens andre guvernör den 9 januari 1893, då han efterträdde sin partikamrat Elisha Peyre Ferry. Han satt i fyra år, till den 11 januari 1897, och efterträddes av demokraten John Rogers.

## Senare år
Sedan han lämnat ämbetet som guvernör tjänade han pengar på guldruschen till Klondike. Det behövde han, eftersom han hade blivit skyldig att betala tillbaka 10 000 $ efter en undersökning av hans ämbetsperiod.
John McGraw avled den 23 juni 1910 i tyfoidfeber.